# Antonio Paredes
Antonio Paredes Domínguez (Valencia, estado Carabobo, Venezuela, 17 de mayo de 1869-Barrancas, estado Bolívar, 15 de febrero de 1907) fue un militar y político venezolano.

## Biografía
Hijo del general Manuel Antonio Paredes y de Amelia Domínguez. Paredes también fue descendiente del capitán Diego García de Paredes, del conquistador del mismo nombre y de los próceres Juan Antonio y José de la Cruz Paredes.
En 1892 apoya a Joaquín Crespo en la Revolución Legalista, quien posteriormente lo asciende a general y lo designa jefe del castillo Libertador de Puerto Cabello, estado Carabobo, entre agosto de 1892 y octubre de 1893. Paredes se vio enfrentado al general José Félix Mora, jefe civil y militar de Puerto Cabello, quien intenta desacreditarlo ante las autoridades militares y políticas crespistas. El enfrentamiento se concretó luego de que Antonio se opusiera a la candidatura de Mora como presidente del estado Carabobo, impuesta desde Caracas, desafiando abiertamente la autoridad de Joaquín Crespo. Paredes huye a Curazao y entre 1893 y 1897 permanece exiliado en Europa. Viaja a Potsdam (Alemania), Londres y París, perfecciona sus estudios y se estudios en la Academia Militar de Saint-Cyr, Francia. En 1897 viaja a Nueva York.
Regresó a Venezuela días antes de la muerte de Crespo en la Batalla de La Mata Carmelera el 16 de abril de 1898 y ofreció sus servicios al presidente Ignacio Andrade, donde es encargado de comandar una división en el ejército del general Ramón Guerra. Pocas semanas después de un conflicto latente entre ambos hombres, Antonio es removido y designado como jefe expedicionario en el occidente de Carabobo para enfrentar a las guerrillas sublevadas «mochistas». En mayo de 1899, perteneciendo al Gran Consejo Militar, desarrolla una actividad panfletaria en defensa de la ya desacreditada figura de Ignacio Andrade y en contra de José Manuel Hernández. Sus artículos son reunidos en el folleto «Un prestigio que se va» (Caracas, 1899). En septiembre de 1899, es designado nuevamente como comandante en jefe del castillo Libertador de Puerto Cabello.

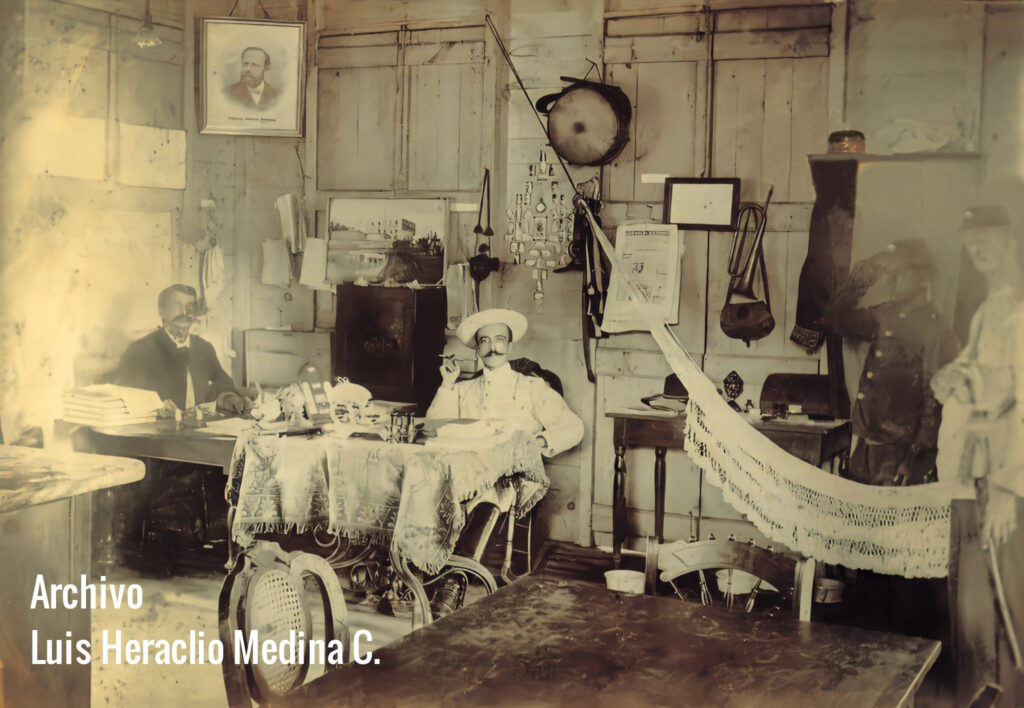
Antonio Paredes en su despacho en Puerto Cabello. 1899.

Luego del triunfo de la Revolución Liberal Restauradora de Cipriano Castro, Paredes se niega a someterse y desde noviembre de 1899 resiste el asedio a la fortificación por parte de tropas del nuevo gobierno lideradas por el general Ramón Guerra. Sin embargo, en diciembre de 1899 se rinde, es detenido y enviado al Castillo de San Carlos de la Barra, en la entrada del lago de Maracaibo. Es liberado por a la amnistía decretada por Cipriano Castro debido al bloqueo naval de 1902-1903 y decide exiliarse a Trinidad y Tobago. En junio de 1903 participa en los últimos combates de la Revolución Libertadora en Güiria, en el estado Sucre. En 1906, publica el «Diario de mi prisión en San Carlos» y su «Bosquejo histórico o Memorias contemporáneas».

## Ejecución

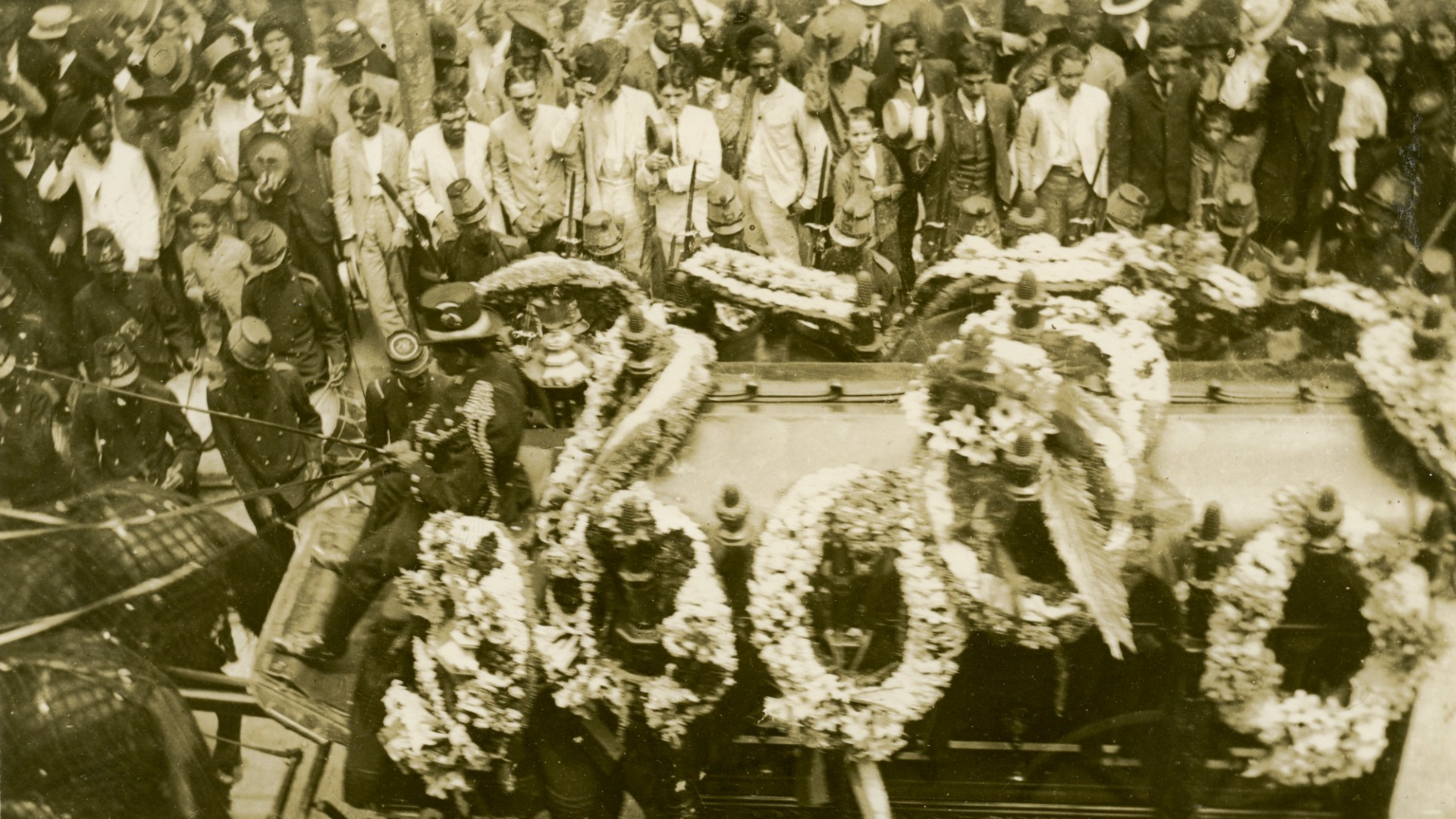
Segundo entierro de Antonio Paredes en 1909 en Caracas.

En febrero de 1907, invade el país por Pedernales y a los pocos días es capturado. Fue ejecutado sumariamente el 15 de febrero de 1907 por orden de Cipriano Castro, a pesar de que la pena de muerte estaba prohibida en Venezuela. Antes de proceder con la ejecución y vendarlo, un soldado le ofreció un vaso de ron, pero Paredes rasgó el pañuelo, rechazó el ron y dijo: «Eso queda para los cobardes y borrachos. Se equivocaron de hombre». Sus últimas palabras fueron: «Cipriano Castro, maldito seas».
A mediados de 1908, su hermano, Manuel Paredes, inicia un juicio contra Castro por homicidio. El tribunal, luego de la caída de Castro, ordena el arresto del exmandatario, pero no se concreta una sentencia. Los restos de Antonio Paredes fueron trasladados a Caracas en marzo de 1909, siendo motivo de una manifestación pública en su honor. Juan Vicente Gómez utilizó la figura de Antonio Paredes como propaganda para desacreditar la gestión Cipriano Castro e impedirle regresar al país.

## Obras
- Un prestigio que se va (1899)
- Diario de mi prisión en San Carlos (1906)
- Bosquejo histórico o Memorias contemporáneas» (1906)